# Nürensdorf
Nürensdorf är en ort och kommun i distriktet Bülach i kantonen Zürich, Schweiz. Kommunen har 5 788 invånare (2023).
I kommunen finns även orterna Birchwil, Oberwil och Breite.